# تيني (شركة)
تيني Teany (تكتب أحياناً TeaNY أو teany) كانت مقهى شاي وموزع مشروبات في مدينة نيويورك في الولايات المتحدة الأمريكية.
أسسها عازف الموسيقى الإلكترونية موبي، مع صديقته السابقة كيلي تيسديل.
افتتح المقهى عام 2002 في مانهاتن، في رقم 90 شارع ريفنتون، وأغلق عام 2015.